# Carpool (film)
Carpool is een Amerikaanse komische film uit 1996 geregisseerd door Arthur Hiller met in de hoofdrol Tom Arnold en David Paymer.

## Verhaal
Workaholic Daniel Miller (Paymer) heeft een belangrijke zakelijke bijeenkomst waar hij de reclamecampagne moet voorstellen en presenteren, maar moet door de wijk rijden om met zijn zoons en diens vrienden te carpoolen omdat zijn vrouw ziek is. Na iedereen opgepikt te hebben, stoppen ze om Deens gebak te kopen bij een gebakwinkel. Op het moment dat Daniel binnen is wordt de winkel overvallen. De situatie verergert als de wanhopig om geld verlegen kermiseigenaar Franklin Laszlo (Arnold) die op dat moment ook in de winkel is en eerder van plan was een bankoverval te gaan plegen, de rovers berooft en Daniel gijzelt, samen met hun Toyota Previa en de kinderen, omdat de auto van Franklin door een andere auto geblokkeerd wordt. Er ontstaat een komische achtervolging door Seattle waarbij ze achtervolgd worden door een politieagent en een parkeerwacht (die elkaars ex-partner zijn), en ze door een winkelcentrum en een parkeergarage heen achtervolgd worden. Onderweg krijgt de auto in plaats van een groen kleurtje een paarse kleur, omdat de politie een groene auto zoekt. Daniel ontdekt dat zijn kinderen en hun vrienden hem totaal niet respecteren en veel beter reageren op Franklin, waarbij de kinderen steeds helpen om weg te komen in de achtervolging. 
Uiteindelijk lukt het ze om de achtervolgers af te slaan en komen ze aan bij het gebouw van Franklin waar de kermisattracties staan opgeslagen, gerepareerd worden en uitgetest worden. Hij laat zijn passagiers de attracties zien en de kinderen genieten van de aangezette attracties. Het blijkt dat de twee overvallers in de winkel die ochtend de auto met bedrijfsnaam op het parkeerterrein voor de donutwinkel gezien hebben en zijn gebouw gevonden hebben om daar de poen op te eisen. In de worsteling die ontstaat raakt een klein reuzenrad defect en slaat op hol met daarin een van de zoons van Daniel. De echte overvallers worden ondertussen overmeesterd. Ze proberen het rad te stoppen, en lukt alleen (tijdelijk) door gebruik te maken van het presentatiemateriaal van Daniel, waardoor het presentatiemateriaal totaal onbruikbaar wordt. Vervolgens klimt Daniel naar zijn zoon die hoog in het rad vast zit in het onbeheersbare rad dat ieder moment weer op hol kan slaan. Hij redt zijn zoon en springt zelf op een tent die vol zit met pluche beesten. 
Ze kunnen alleen nog tijdig bij de presentatie komen als Franklin rijdt en gaan samen met z'n allen naar de presentatie. De eigenaar van de donutwinkel die eerder overvallen werd, is diegene die het bedrijf waar Daniel werkt gevraagd heeft een campagne te bedenken. Franklin en de kinderen helpen Daniel met de provisorische presentatie die door de samenwerking met succes wordt ontvangen door de eigenaar van de winkel. De eigenaar zegt Franklin dat als hij een taakstraf van 500 uur doet er geen aanklacht tegen hem ingediend zal worden.
In het eindshot zien we hoe de eigenaar van de donutwinkel met een gebakkraam op een kermis van Franklin staat, waarmee zowel de kermis als het bedrijf van de winkeleigenaar een succes wordt, de kinderen met de ouders daar plezier hebben en bovenal dat Daniel mede-eigenaar is geworden van het kermisbedrijf van Franklin. 

## Rolverdeling
| Acteur             | Personage                                                |
| ------------------ | -------------------------------------------------------- |
| Tom Arnold         | Franklin Laszlo                                          |
| David Paymer       | Daniel Miller                                            |
| Rachael Leigh Cook | Kayla                                                    |
| Mikey Kovar        | Andrew Miller                                            |
| Micah Gardener     | Bucky Miller                                             |
| Jordan Warkol      | Travis aka Frog Boy                                      |
| Colleen Rennison   | Chelsea, de zus van Kayla                                |
| Rhea Perlman       | Martha de parkeerwacht                                   |
| Kim Coates         | politieagent Detective Lieutenant Erdman                 |
| Rod Steiger        | Mr. Hammerman                                            |
| Ian Tracey         | Neil (overvaller)                                        |
| John Tench         | Jerry (overvaller)                                       |
| Obba Babatundé     | Jeffery, de baas van Miller bij het bedrijf Bauer & Cole |
| Stellina Rusich    | Mrs. Daniel Miller                                       |
| David Kaye         | Scott Lewis, Channel 3 News                              |